# رانج دي باسانتي
رانج دي باسانتي (بالهندية: रंग दे बसंती) (بالإنجليزية: Rang De Basanti)‏ ويعني «إطلها بالزعفران» فيلم دراما هندي صدر 2006 من إخراج وانتاج وسيناريو راكيش أمبراكاش ميهرا ومن بطولة عامر خان وسيدهارث نارايانو سهى علي خان وكونال كابور وشرمان جوشي ومادهافان وأتول كولكارني والممثلة البريطانية أليس باتن في الأدوار الأساسية

## قصة الفيلم
تذهب الفتاة الشابة (سو ماكينلي) إلى الهند من خلال يوميات جدها السيد (ماكينلي) الذي شغل منصب سجان خلال حركة استقلال الهند. ومن خلال اليوميات تتعرف (سو) على قصة خمسة شباب مقاتلين أثناء حركة الاستقلال، فتقرر (سو) أن تقوم بتسجيل فيلم وثائقي بمساعدة صديقتها (سونيا) و4 شبان آخرين، فيشعر الشباب بعدم الحماس للتمثيل في الفيلم ولكنها تتمكن من إقناعهم وينضم إليها ناشط سياسي، وأثناء تصوير الفيلم يكتشف الشباب أن حياتهم الآن مشابهة لحياة الثوار في الماضي، فيتعرض خطيب سونيا للقتل وتعلن الحكومة أن الأمر بسبب خطأ منه في قيادة الطائرة، وهو التفسير الذي لا تقبله سونيا وأصدقائها ويكتشفون خبايا سرية في الحكومة فيقررون معاً معاقبة المجرمين على طريقتهم.

## الممثلون
- عامر خان: بدور دالجيت «دي جي» /تشاندرا شيكار آزاد
- سيدهارث نارايان: بدور كاران سينجانيا/ بهجت سنغ
- أتول كولكارني: بدور لكسمان باندي/ رام براساد بيسمل
- كونال كابور : بدور إسلام /أشفق الله خان
- شرمان جوشي : بدور سوخى /راج جوري
- أليس باتن :بدور سو ماكينلي
- سهى علي خان :بدور سونيا /دورجاواتي ديفي
- مادهافان :بدورالطيار أجاي راثود
- ستيفن ماكينتوش :بدور السيد ماكينلي
- وحيدة رحمن :بدور والدة أجاي
- أنوبام خير :بدو رراجناث سينجانيا والد كاران
- كيرون خير:بدور والدة دي جي (دالجيف)
- اوم بوري :بدور أمان الله خان والد إسلام
- ليخ تاندون: بدور جد دي جي (دالجيف)
- سايروس ساهوكار: بدور راهول (إذاعة كوجي)
- موهان أجاشي : بدور وزير الدفاع شاستيري

## جوائز
رشح الفيلم وأبطاله للعديد من الجوائز وفاز منها بهذه الجوائز :
- جوائز فيلم فير :
  - أفضل فيلم قدمت لروني سكريوفالا
  - جائزة أفضل ممثل حسب النقاد : قدمت لعامر خان
  - أفضل مخرج:قدمت لراكيش أمبراكاش ميهرا
  - أفضل مدير موسيقى :قدمت لأي.أر. رحمان
  - أفضل تصوير سينمائي :قدمت لبينود برادان
- جوائز الأكاديمية الدولية للفيلم الهندي(ايفا) :
  - أفضل فيلم
  - أفضل ممثله مساعده : قدمت لسهي علي خان
  - أفضل مدير موسيقى : قدمت لأي.أر. رحمان
  - أفضل سيناريو : قدمت لراكيش أمبراكاش ميهرا ورانزيل دي سيلفا
  - أفضل تصميم صوت : قدمت لناكول كامتي
  - أفضل تصوير سينيمائي : قدمت لبينود برادان
  - أفضل مونتاج :قدمت لباراثي
- جوائز زي سيني
  - أفضل مدير موسيقى: قدمت لأي.أر. رحمان
  - أفضل فيلم حسب اختيار المشاهدين
  - أفضل شاعر غنائي : قدمت لبراسون جوشي
  - أفضل ممثل حسب اختيار المشاهدين : قدمت لعامر خان
  - أفضل مخرج حسب اختيار المشاهدين : قدمت لراكيش أمبراكاش ميهرا
- جائزة الفيلم الوطني كأفضل فيلم شهير يقدم مختلف أنواع الترفيه

## وصلات خارجية
- رانج دي باسانتي على موقع IMDb (الإنجليزية)
- رانج دي باسانتي على موقع روتن توميتوز (الإنجليزية)
- رانج دي باسانتي على موقع نتفليكس (الإنجليزية)
- رانج دي باسانتي على موقع قاعدة بيانات الأفلام العربية
- رانج دي باسانتي على موقع ألو سيني (الفرنسية)
- رانج دي باسانتي على موقع Turner Classic Movies (الإنجليزية)
- رانج دي باسانتي على موقع أول موفي (الإنجليزية)
- رانج دي باسانتي على موقع بوكس أوفيس موجو (الإنجليزية)
- رانج دي باسانتي على موقع فيلمافينيتي (الإسبانية)
- رانج دي باسانتي على موقع قاعدة بيانات الفيلم (الإنجليزية)